# Долна Ръжана
Долна Ръжана (на сръбски: Доња Ржана или Donja Ržana) е село в Община Босилеград, Сърбия. Има население от 49 жители (по преброяване от септември 2011 г.).

## Демография
- 1948 – 307
- 1953 – 315
- 1961 – 316
- 1971 – 301
- 1981 – 210
- 1991 – 140
- 2002 – 79
- 2011 – 49

## Етнически състав
(2002)
- 65,82% българи
- 13,92% сърби